# Filmåret 1960

## Academy Awards/Oscari urval (komplett lista)
| Kategori                   | Vinnare                            |
| -------------------------- | ---------------------------------- |
| Bästa film:                | Ungkarlslyan                       |
| Bästa regi:                | Billy Wilder (Ungkarlslyan)        |
| Bästa manliga huvudroll:   | Burt Lancaster (Elmer Gantry)      |
| Bästa kvinnliga huvudroll: | Elizabeth Taylor (Inte för pengar) |
| Bästa manliga biroll:      | Peter Ustinov (Spartacus)          |
| Bästa kvinnliga biroll:    | Shirley Jones (Elmer Gantry)       |
| Bästa utländska film:      | Jungfrukällan (Sverige)            |

## Årets filmer

### Siffror, övriga tecken
- 7 vågade livet

### A - G
- Alamo
- Alla vi barn i Bullerbyn [1]
- Bröllopsdagen
- El cochecito
- Det ljuva livet
- Det ringer, det ringer...
- Djävulens öga
- Domaren
- En gång till älskling
- En kvinna är en kvinna
- Explosivt uppdrag
- Goda vänner trogna grannar
- Gustav Adolfs Page
- Gäst i skräckens hus

### H - N
- Horror On the Spider Island
- The Housemaid[2]
- Hålet
- Jungfrukällan
- Kronan på verket
- Kärlek i Hongkong
- Lek på annans gård
- När mörkret faller

### O - U
- Psycho
- På en bänk i en park
- Rocco och hans bröder
- Sanningen
- Sol stanna! (Sonne halt!) av Ferry Radax
- Sommar och Syndare
- Spartacus
- Storslam i Las Vegas
- Tag vad du vill ha
- Ungkarlslyan

### V - Ö
- Vild man i Texas
- Åsa-Nisse som polis[3]

## Födda
- 1 januari – Shinya Tsukamoto, japansk regissör och skådespelare.
- 11 januari – Stanley Tucci, italiensk-amerikansk skådespelare.
- 12 januari – Oliver Platt, amerikansk skådespelare.
- 31 januari – Douglas Johansson, svensk skådespelare.
- 6 februari – James Spader, amerikansk skådespelare.
- 13 februari – Matt Salinger, amerikansk skådespelare.
- 4 mars – Nina Widerberg, svensk barnskådespelare.
- 17 mars
  - Torkel Knutsson, svensk skådespelare, filmproducent, sångare och regissör.
  - Lotta Tejle, svensk sångerska och skådespelare.
- 26 mars – Jennifer Grey, amerikansk skådespelare.
- 29 mars – Annabella Sciorra, amerikansk skådespelare.
- 3 april – Kaśka Krośny, svensk filmproducent.
- 4 april – Hugo Weaving, australisk skådespelare.
- 12 april – Mats Blomgren, svensk skådespelare.
- 15 april – Susanne Bier, dansk regissör.
- 26 april – Maria Kulle, svensk skådespelare.
- 10 maj – Per-Gunnar Hylén, svensk skådespelare.
- 13 maj – Julianne Phillips, amerikansk fotomodell och skådespelare.
- 22 maj – Hideaki Anno, japansk regissör och animatör.
- 24 maj – Kristin Scott Thomas, brittisk skådespelare.
- 25 maj – Jeanette Holmgren, svensk skådespelare och sångerska.
- 31 maj – Chris Elliott, amerikansk komiker och skådespelare.
- 23 juni – Per Morberg, svensk skådespelare.
- 1 juli – Mikael Håfström, svensk regissör och manusförfattare.
- 19 juli – Atom Egoyan, kanadensisk regissör.
- 7 augusti – David Duchovny, amerikansk skådespelare.
- 10 augusti – Antonio Banderas, spansk skådespelare.
- 14 augusti – Sarah Brightman, brittisk sopran och skådespelare.
- 16 augusti – Timothy Hutton, amerikansk skådespelare.
- 22 augusti – Regina Taylor, amerikansk skådespelare.
- 7 september – Pamela Springsteen, amerikansk fotograf och skådespelare.
- 9 september – Hugh Grant, brittisk skådespelare.
- 10 september – Colin Firth, brittisk skådespelare.
- 20 september – Peter Phelps, australisk skådespelare.
- 21 september – David James Elliott, kanadensisk skådespelare.
- 28 september – Ulf Hasseltorp, svensk skådespelare.
- 29 september – Ieroklis Michaelidis, grekisk skådespelare.
- 9 oktober – Anders Ekborg, svensk skådespelare.
- 18 oktober – Jean-Claude Van Damme, belgisk skådespelare.
- 5 november – Tilda Swinton, brittisk skådespelare.
- 6 november – Sara Heldt, svensk manusförfattare.
- 16 november – Pia Johansson, svensk skådespelare, föreläsare och moderator.
- 27 november – Boman Oscarsson, svensk skådespelare.
- 3 december
  - Daryl Hannah, amerikansk skådespelare.
  - Julianne Moore, amerikansk skådespelare.
- 13 december – Harald Hamrell, svensk regissör, manusförfattare och skådespelare.
- 27 december – Maryam d'Abo, brittisk skådespelare.

## Avlidna
- 3 januari – Victor Sjöström, svensk skådespelare och regissör.
- 29 februari – Manda Björling, svensk skådespelare.
- 12 mars – Erik Forslund, svensk skådespelare.
- 14 mars – Henning Ohlsson, svensk skådespelare, konstnär, skulptör och skald.
- 11 april – Rosa Grünberg, svensk skådespelare och opera- och operettsångerska.
- 29 juni – Edith Wallén, svensk skådespelare.
- 22 juli – Leif Hallberg, svensk skådespelare.
- 2 augusti – Adolf Niska, svensk operettsångare, skådespelare, manusförfattare och regissör.
- 5 augusti – Robert Jonsson, svensk skådespelare och sångare.
- 9 september - Jussi Björling, svensk tenor
- 27 september – Richard Lund, svensk skådespelare.
- 2 november – Sven Bergvall, svensk skådespelare.
- 16 november – Clark Gable, amerikansk skådespelare.
- 22 november – Gustav Fonandern, svensk arkitekt, sångare, textförfattare och skådespelare.
- 11 december – Svend Rindom, dansk skådespelare och manusförfattare.

### Fotnoter
1. ↑  ”Astrid Lindgren”. http://www.astridlindgren.se/verken/filmerna/filmlista. Läst 21 mars 2011.
2. ↑  ”The Housemaid”. Internet Movie Database. 25 februari 1960. http://www.imdb.com/title/tt0150980/. Läst 19 april 2012.
3. ↑  IMDB, läst 1 mars 2012